# Семенцево (Сычёвский район)
Семенцево — деревня в Сычёвском районе Смоленской области России. Входит в состав Суторминского сельского поселения. Население — 44 жителя (2007 год).
Расположена в северо-восточной части области в 14 км к юго-востоку от Сычёвки, в 12 км восточнее автодороги Р134 «Старая Смоленская дорога» Смоленск — Дорогобуж — Вязьма — Зубцов, на берегу реки Держа. В 8 км западнее деревни расположена железнодорожная станция Вазуза на линии Вязьма — Ржев.

## История
В годы Великой Отечественной войны деревня была оккупирована гитлеровскими войсками в октябре 1941 года, освобождена в марте 1943 года.

## Знаменитые уроженцы
Родилась Анна Ильина (06.12.1913 г.), новатор сельскохозяйственного производства, доярка колхоза «Россия» (1945-60 гг.), совхоза «Дугино», племсовхоза «Суторминский» Сычевского района. Герой Социалистического Труда, депутат Верховного Совета СССР 5-6 созывов.